# استنلی متیوز
استنلی متیوز (به انگلیسی: Stanley Matthews) سناتور سابق عضو حزب جمهوری‌خواه ایالات متحده آمریکا بود. وی در سال ۱۸۷۷ تا ۱۸۷۹ میلادی سناتور ایالت اوهایو در سنای ایالات متحده آمریکا بود.